# جورج سانتوس سيلفا
جورج سانتوس سيلفا (7 يناير 1986 بايليوس في البرازيل - ) هو لاعب كرة قدم برازيلي في مركز الدفاع. لعب مع نادي كورينثيانز ونادي ريمو.

## وصلات خارجية
- جورج سانتوس سيلفا على موقع قاعدة بيانات كرة القدم.إي يو (الإنجليزية)
- جورج سانتوس سيلفا على موقع Soccerway.com (الإنجليزية)